# Joe Staton

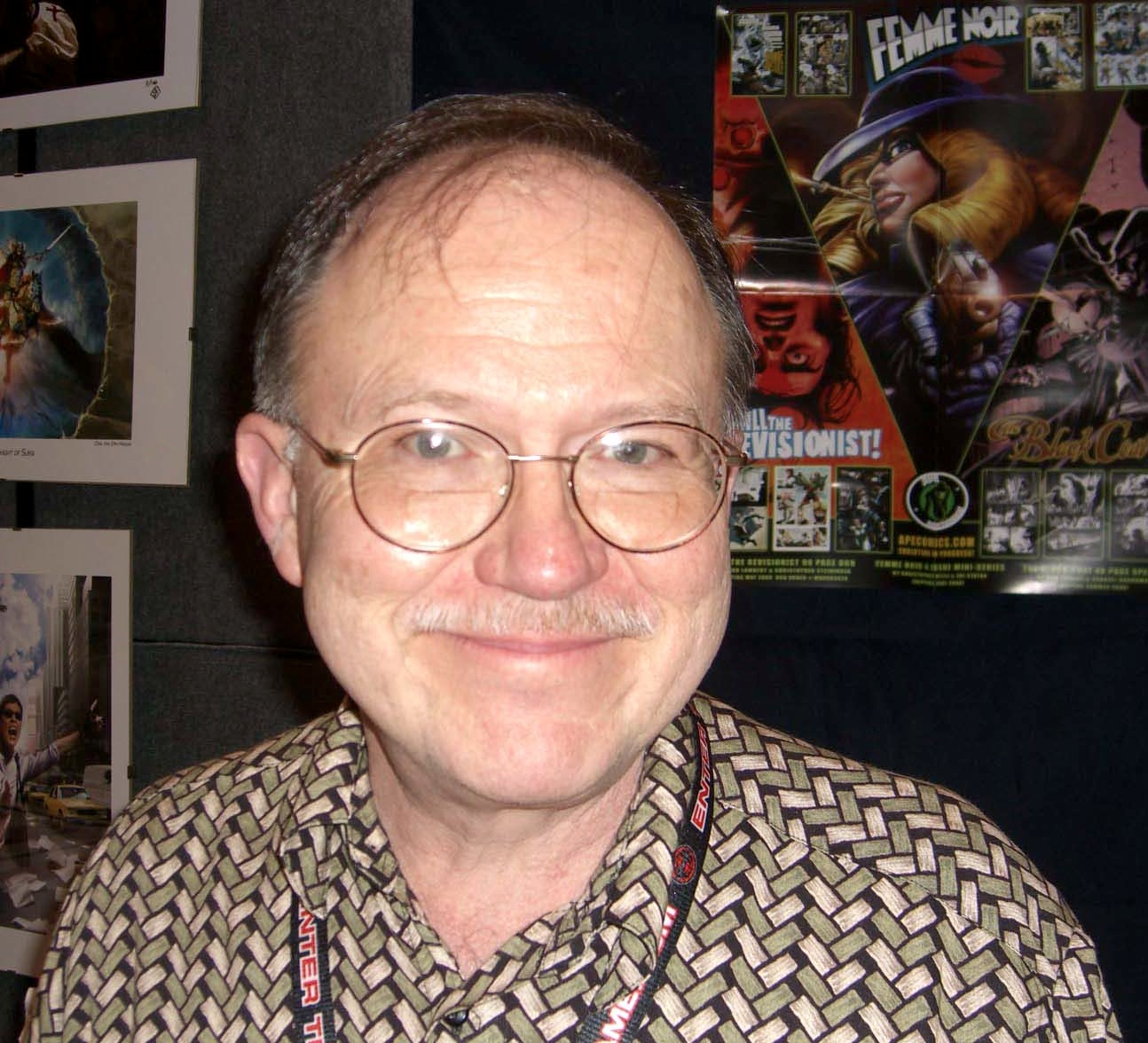
Joe Staton (2008)

Joe Staton (* 19. Januar 1948 in North Carolina) ist ein US-amerikanischer Comicautor und -zeichner.

## Leben
Staton wuchs in Tennessee auf, wo er die Milan High School besuchte. Nach dem Studium an der Murray State University in Kentucky, das er 1970 erfolgreich abschloss, begann er als freischaffender Zeichner zu arbeiten. Ab 1971 zeichnete er Comicserie E-Man, die bei Charlton Comics erschien, sowie in Folge zahlreiche weitere Comicserien für Charlton sowie Marvel Comics und Warren Publishings.
Auf Drängen des Editors Paul Levitz begann Staton schließlich einige Jahre lang exklusiv für DC Comics zu arbeiten. Dort betreute er zunächst die Serien All-Star Comics und Adventure Comics. Im weiteren Verlauf der 1970er Jahre arbeitete er an Projekten wie Superboy and the Legion of Super-Heroes, Metal Men und Doom Partol. Ab 1979 zeichnete Staton schließlich die Serie Green Lantern.
In den 1980er Jahren arbeitete er drei Jahre lang als künstlerischer Leiter beim Verlag First Comics, bevor er zu DC zurückkehrte, um erneut an Green Lantern sowie der Serie Green Lantern Corps zu arbeiten. Es folgten in den 1980er Jahren Arbeiten an den Serien Millennium, The Huntress und The New Guardians und in den 1990ern an Guy Gardner, Batman: Shadow of the Bat.
Derzeit arbeitet Staton als Zeichner einer auf ein kindliches Publikum zugeschnittenen Comicserie zu der Cartoonfigur Scooby Doo sowie für die Archie Comics.
| Personendaten    | Personendaten                              |
| ---------------- | ------------------------------------------ |
| NAME             | Staton, Joe                                |
| KURZBESCHREIBUNG | US-amerikanischer Comicautor und -zeichner |
| GEBURTSDATUM     | 19. Januar 1948                            |
| GEBURTSORT       | North Carolina                             |